# Туризм в Тюменской области
Туризм в Тюменской области — часть туризма в России на территории Тюменской области.
Государственное управление туризмом в области осуществляет Департамент инвестиционной политики и государственной поддержки предпринимательства Тюменской области. Основные направления туризма в Тюменской области — санаторно-курортный, оздоровительный, историко-культурный, охотничье-рыболовный. Также развиваются активно такие виды туризма как экологический, паломнический, спортивный, экстремальный. Доминирующим направлением является деловой туризм, способствующий развитию инфраструктуры области, качеству дорог, строительству комфортабельных отелей.

## История развития туризма в Тюменской области
В 2012 году была принята долгосрочная целевая программа Тюменской области «Основные направления развития внутреннего и въездного туризма в Тюменской области на 2013—2015 гг.». В 2012 году Тюменскую область посетило более 1,8 миллионов человек. Три четверти из них приезжали с деловыми целями, оставшаяся четверть с целью отдыха. При этом средние совокупные расходы туристов на территории области по сравнению с 2011 годом выросли почти на 20 %.
В 2016 году в Тюмени был организован фестиваль туризма и отдыха для знакомства в интерактивном формате с туристическими особенностями области. На фестивале работало около 30 площадок, предлагающих развлечения разного формата. Для детей был организован интерактив по спортивному туризму, ориентированию, скалолазанию. Также участники фестиваля могли бесплатно прокатиться на внедорожнике или лодке, попробовать блюда полевой кухни, спуститься по альпинистскому тросу с моста влюбленных, приобрести товары для активного отдыха, узнать об экологическом туризме и многое другое.
Также в 2016 году был проведен областной конкурс на лучшую туристскую символику Тюменской области на который поступило более пятидесяти заявок как от профессиональных дизайнерских и рекламных компаний, так и от любителей. В качестве основы для создания логотипа региона многие авторы использовали изображение Тобольского кремля, также использовались изображения «Моста Влюбленных», Ялуторовского острога, герба Тюменской области, различные вариации написания букв «Т», «О», «Ю». Победителями конкурса стали Татауров Артем Юрьевич (студия дизайна «Villa studio») и Вальтер Мария Викторовна (ООО «Сувенир-медиа Т»).
Кроме того в 2016 году в рамках празднования Международного Дня пожилых людей отделом развития туризма Департамента инвестиционной политики и государственной поддержки предпринимательства Тюменской области совместно с Мастерской путешествий «Рыжий слон» на базе тюменского Технопарка была организована площадка, посвященная туристическим ресурсам региона. Более 150 участников акции получили в подарок путеводители по Тюменской области. Все посетители мероприятия могли познакомиться с информацией об основных туристических объектах региона, а также записаться на бесплатную авторскую автобусную экскурсию «От Чинги-Туры до Тюмени» от Мастерской путешествий «Рыжий слон». В рамках областной акции Комитетом по культуре и туризму администрации города Тобольска были организованы бесплатные экскурсии по Тобольскому кремлю, Саду Ермака и Музею истории освоения и изучения Сибири имени А. А. Дунина-Горкавича, а также краеведческий кинопоказ документальных фильмов о Тобольске.
В 2018 году к 100-летию со дня расстрела царской семьи был организован проект «Императорский маршрут», который прошел по местам памяти династии Романовых и объединил несколько регионов России, в том числе и Тюменскую область. В этом году в составе пригородного поезда на маршруте Тюмень-Тобольск было добавлено шесть новых вагонов оформленных в бренде проекта «Императорский маршрут» и два вагона — в стиле проекта «VisitTyumen». В первом классе пассажирам бесплатно предлагали печатную и чайную продукцию, путеводители по Тобольску и Тюменской области, дорожный набор — тапочки, повязку на глаза, влажную салфетку и беруши — и наушники для просмотра туристических фильмов. Пассажирам второго класса также предлагали бесплатные путеводители и возможность просмотра туристических фильмов со своими наушниками.

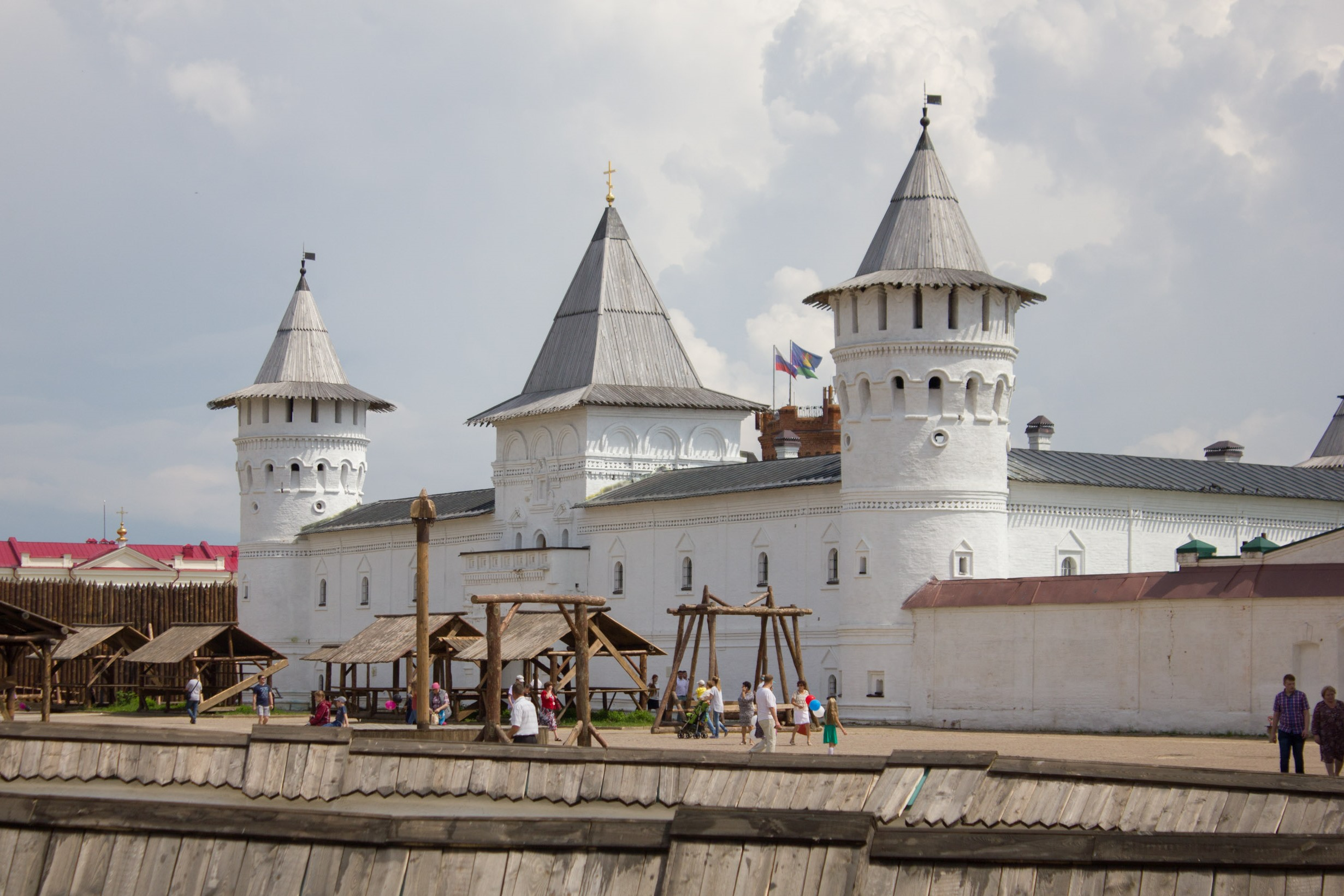
Тобольский кремль
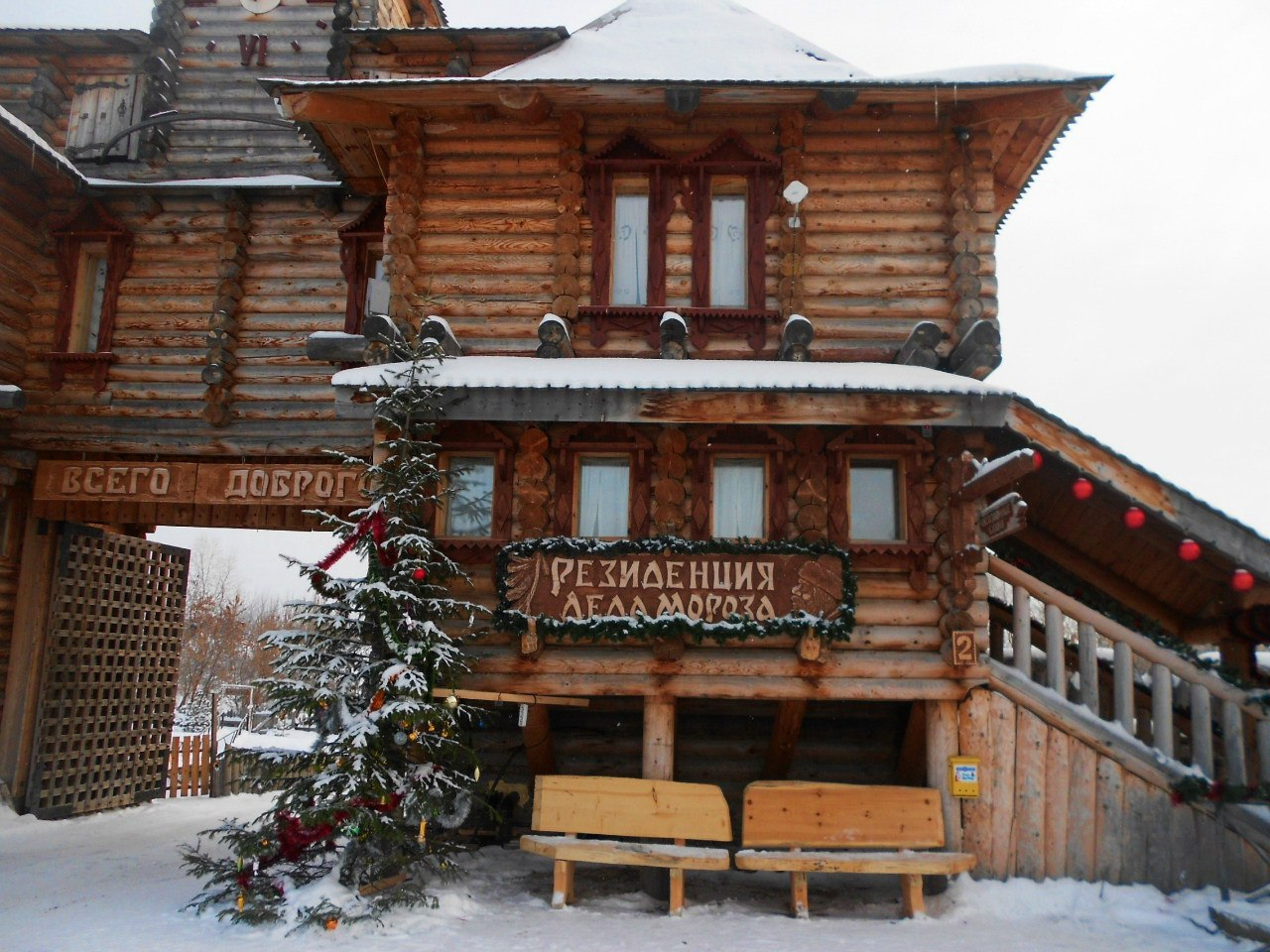
Резиденция Деда Мороза в Абалаке
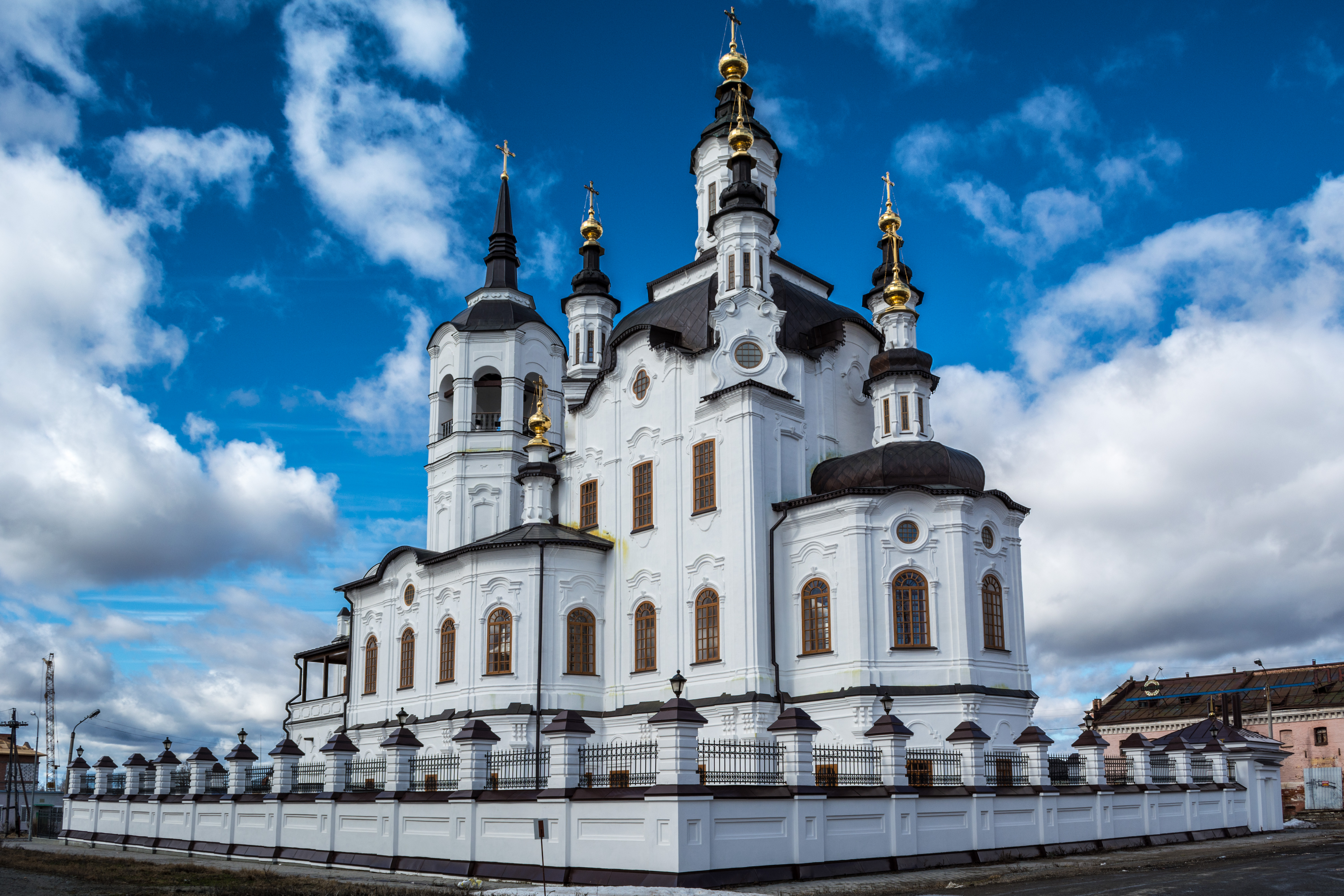
Церковь Захария и Елизаветы в Тобольске
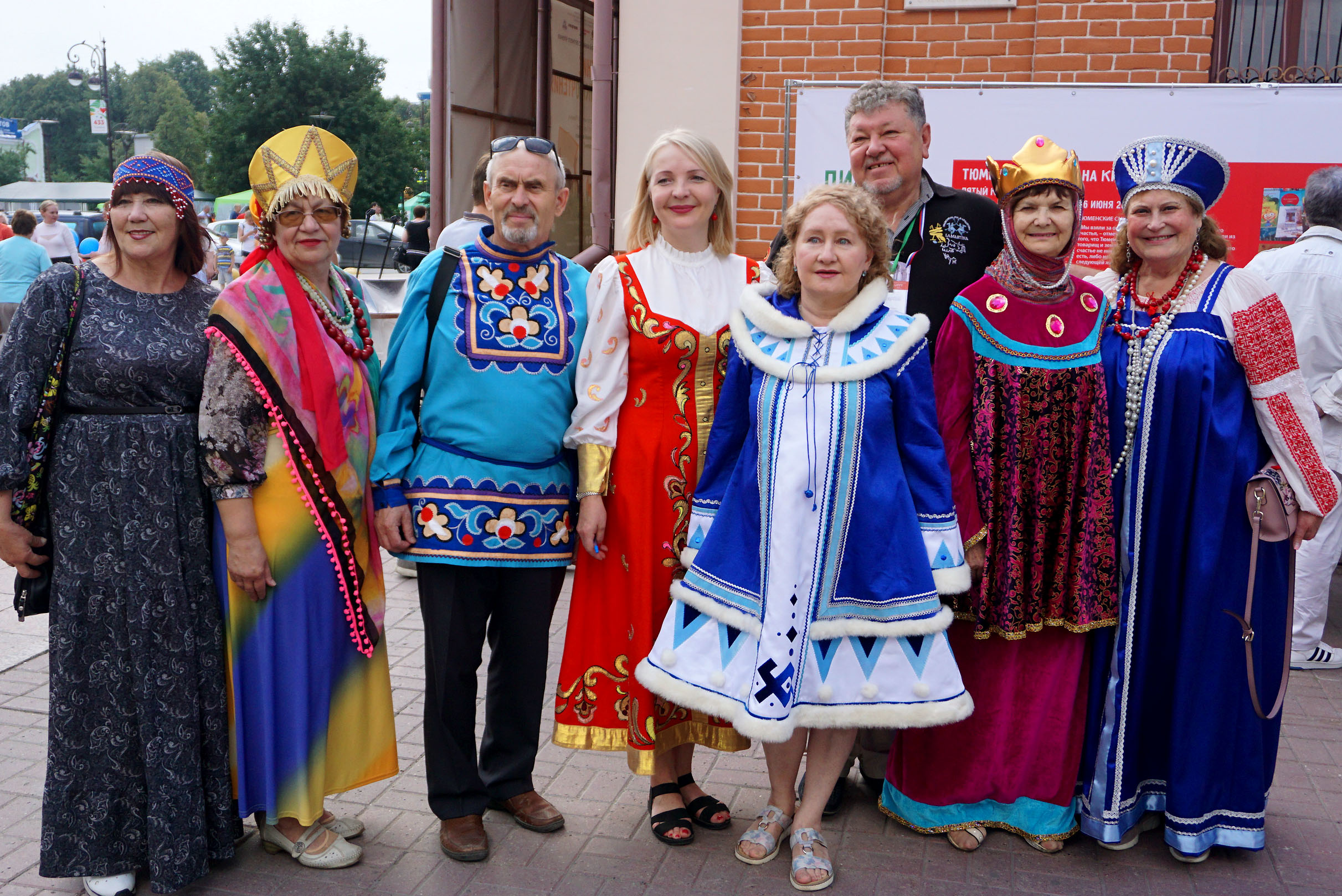
Парад национальных костюмов на фестивале «ЛиФФт-2019»

## Виды туризма в Тюменской области

### Промышленный туризм
В 2018 году стал доступен туристический маршрут «Черное золото Сибири», посвящённый добыче нефти в Тюменской области в который включены посещение кернохранилища, нефтегазового колледжа, корпоративного музея нефтедобывающей компании и международно-учебного тренировочного центра ТюмИУ, где экскурсантам предоставляется возможность пробурить скважину на учебном тренажёре.

### Паломнический туризм
В 1691 году в Абалаке на месте сгоревшего ранее Знаменского храма была построена каменная церковь, которая считается одной из самобытных строений сибирского зодчества. Вскоре туда перенесли почитаемый образ Абалакской иконы Божией матери, который является списком Знаменской иконы с добавлением святых Марии Египетской и Святителя Николая. В честь иконы в 1785 году святителем Варлаамом был основан Абалакский Знаменский монастырь, который в XVII веке стал духовным центром паломничества. Паломнические поездки осуществляются отделом Тобольско-Тюменской Епархии.

### Культурно-познавательный туризм
Культурно-познавательный туризм является основной специализацией Тюменской области. Это единственный регион в Сибири с такой специализацией. Основные туристские центры культурно-познавательного туризма в Тюменской области — Тюмень, Тобольск и Ялуторовск.
В Тюмени сохранилась купеческие дома, общественные здания, гостиный двор, являющиеся ценной исторической застройкой, также культовая архитектура XVIII века в стиле сибирское барокко: Знаменский собор, Крестовоздвиженская церковь, Свято-Троицкий монастырь, Спасская церковь. Тюмень предоставляет возможность посетить большое количество исторических музеев, в частности археологический музей-заповедник, знакомящий с историей финно-угорских народов, проживавших на территории области.
Город Ялуторовск являлся одним из наиболее массовых мест ссылки участников восстания декабристов. Туристы имеют возможность познакомиться с сохранившимся историческим центром города, большей частью деревянным, а также музейным комплексом, который располагается в зданиях, где жили ссыльные декабристы Матвей Иванович Муравьев-Апостол и Иван Дмитриевич Якушкин.
В Тобольске практически в неприкосновенности сохранился исторический центр, включая более 300 исторических памятников и 16 храмов. По целостности и аттрактивности Тобольск является одним из наиболее примечательных градостроительных и архитектурных комплексов России. Основная достопримечательность — Тобольский Кремль — являющийся самым молодым кремлём в России и единственный кремлём в Сибири. Тобольский кремль построен в конце XVII — начале
XVIII века. На территории Тобольского кремля находятся наиболее старое каменное сооружение Сибири — Софийско-Успенский собор, построенный в 1686 году и Тобольский государственный историко-архитектурный музей-заповедник. Среди других достопримечательностей Тобольска: Знаменский монастырь и места, которые связаны с историческими личностями: Дмитрием Менделеевым, Николаем II, Григорием Распутиным, Петром Ершовым.

### Событийный туризм
В 2019 году в Тюмени проводился IV Всероссийский литературный фестиваль фестивалей — «ЛиФФт». Со всей страны и из-за рубежа приехали более 200 прозаиков, поэтов, драматургов и литературных критиков. В этом году фестиваль был посвящён Международному году языков коренных народов и 75-летию Тюменской области. Три дня длились выступления, творческие встречи, дискуссии, ярмарки, мастер-классы по стихосложению, переводам и редактированию текстов. Были организованы круглые столы, посвящённые литературному социуму — «Литературный социум: будущее и настоящее литературных объединений и литературных фестивалей на территории России и Евразии».
В Тобольске, в туристическом комплексе «Абалак» при поддержке Правительства Тюменской области проводится ежегодный фестиваль исторической реконструкции «Абалакское поле», на котором можно приобщиться к истории тюменского края в период раннего Средневековья, начала становления Руси, Скандинавии 8-11 века. В 2019 году фестиваль собрал 200 реконструкторов из 22 городов России. В рамках фестиваля проводятся показательные выступления российских клубов исторической реконструкции, турнир лучников, боевые сражения, ярмарка и другие мероприятия. Организаторы фестиваля воссоздают быт исторической эпохи. В 2017 году был полностью воссоздан процесс средневековых похорон, в 2018-м — воссоздан средневековый свадебный обряд.
Ежегодно проводится этнографический фестиваль «Небо и земля», на котором под открытым небом участники слушают музыку, участвуют в мастер-классах и ярмарках. Специально для фестиваля в 42 километрах от Тюмени на площади 20 гектар был обустроен экополис «Фестивальный». В рамках фестиваля посетители могут принять участие в мастер-классах и лекциях, народных танцах, играх и хороводах, народных играх и соревнованиях, посмотреть выступления артистов из разных уголков России и работу кузнецов, столяров, плотников. Организовываются песенные костры, где посетители учатся исполнять народные песни. В 2017 году на десятом юбилейном фестивале было организовано за пять дней проведения фестиваля было организовано 750 событий.
Ежегодно проводится фестиваль классической музыки под открытым небом «Лето в Тобольском кремле» на котором зрители могут послушать арии певцов Мариинского театра, Тюменской филармонии. В 2019 году фестиваль посетило более трех тысяч человек из Тюменской области и других регионов.

### Лечебно-оздоровительный туризм
В Тюменской области имеется значительный запас сапропелиевых и торфяных лечебных грязей и минеральных вод. Пятнадцать озёр исследованы в бальнеологическом отношении, среди них Большой Тараскуль, Малый Тараскуль, Ахманка, Тулубаево, Лебяжье. Около Тюмени, Тобольска, Ханты-Мансийска, Сургута и Заводоуковска обнаружены крупные месторождения термальных хлоридно-натриевых минеральных вод, также содержащих бром и йод В Шаинском районе имеются углекислые термальные источники. Для отдыхающих созданы 9 бальнеолечебниц, 6 санаториев, 12 санаториев-профилакториев, более 50 баз отдыха, 3 профсоюзных дома которые находятся в экологически чистых районах. Основными лечебными факторами являются термальные хлоридные воды и сапропелевая грязь, а также чистый лесной воздух.
Около города Ялуторовска расположены несколько санаториев, а также озёрных систем, активно использующихся в рекреации.

### Сельский туризм
В деревне Турнаево, находящейся в 135 километрах от Тюмени расположено крестьянско-фермерское хозяйство «Турнаево», которое позиционируется как производитель органической сельскохозяйственной продукции и оздоровительно-восстановительный центр экологического туризма. Туристам предлагаются блюда из продуктов, произведенных без химических удобрений, стимуляторов роста, антибиотиков и пестицидов, а также русская баня, катание на лошадях, в зимнее время катание на снегоходах, рыбалку на ценные виды рыбы, собирание грибов, ягод и трав, проживание в срубах, экскурсии на лосеферму, где можно покормить с руки лосей и в питомник «Собачий городок» для общения с ездовыми собаками и лайками.
В 2009 году в селе Чикча была создана страусиная ферма. По ферме организуются экскурсии с возможностью познакомиться с процессом разведения чёрного африканского страуса, а также увидеть других животных: кроликов, овец, диких косуль, свиней породы «мини-пиг», китайских шелковых кур, индюков, уток, гусей, цесарок и перепелов. Также посетителям продается сувенирная продукция, перья, мясо и жир страуса.

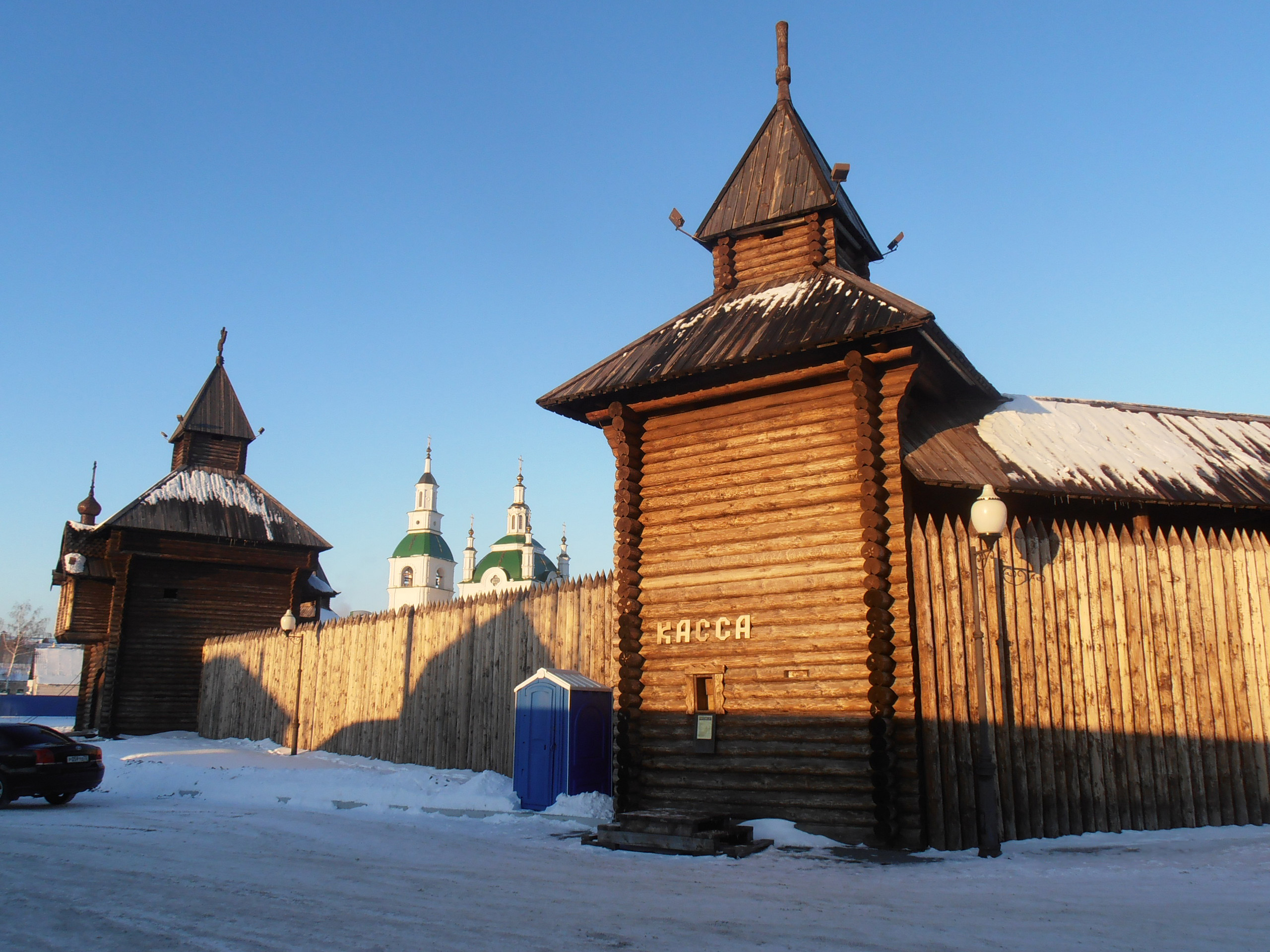
Музейный комплекс «Ялуторовский острог»
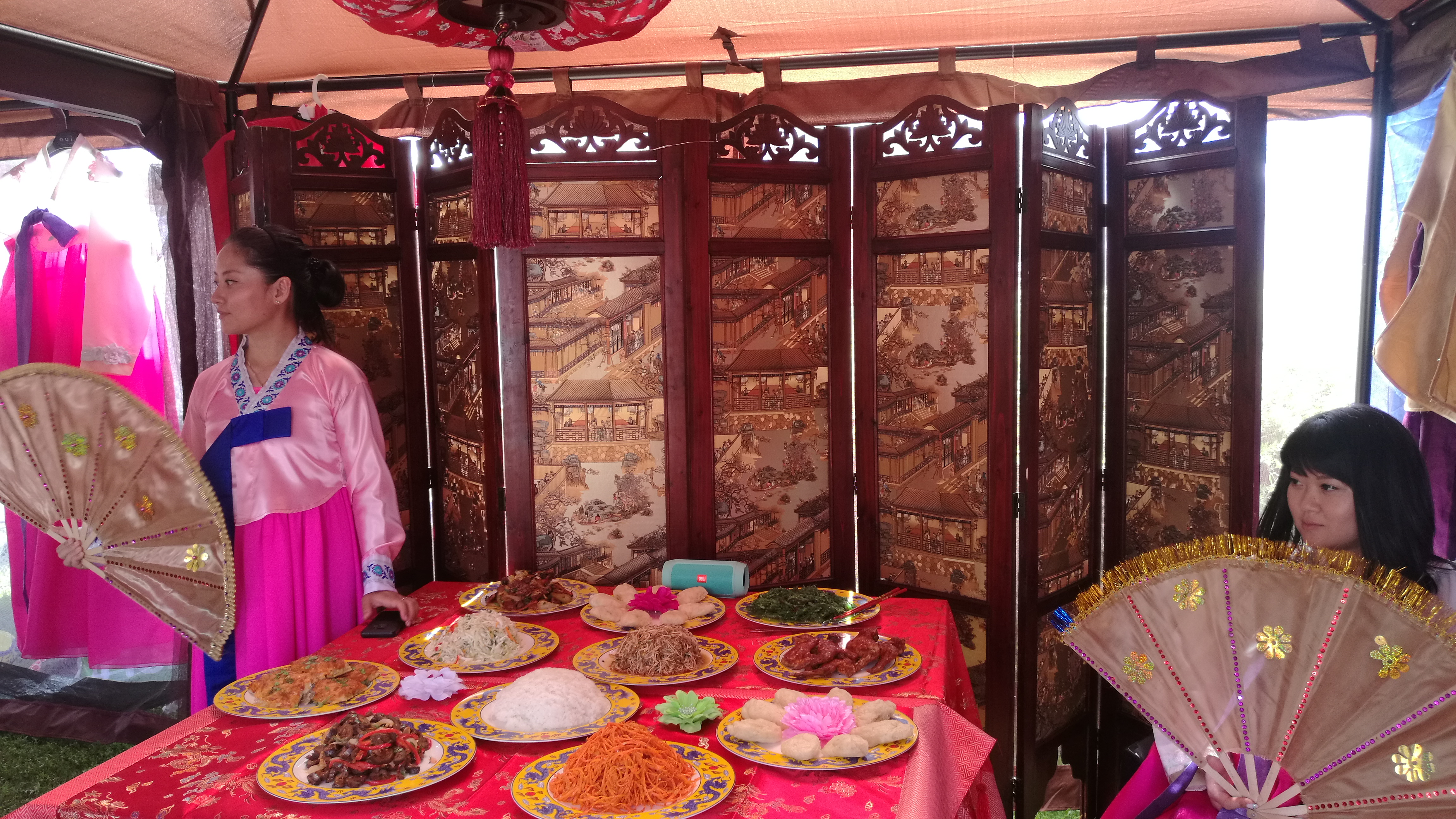
На фестивале национальных культур в Тюмени
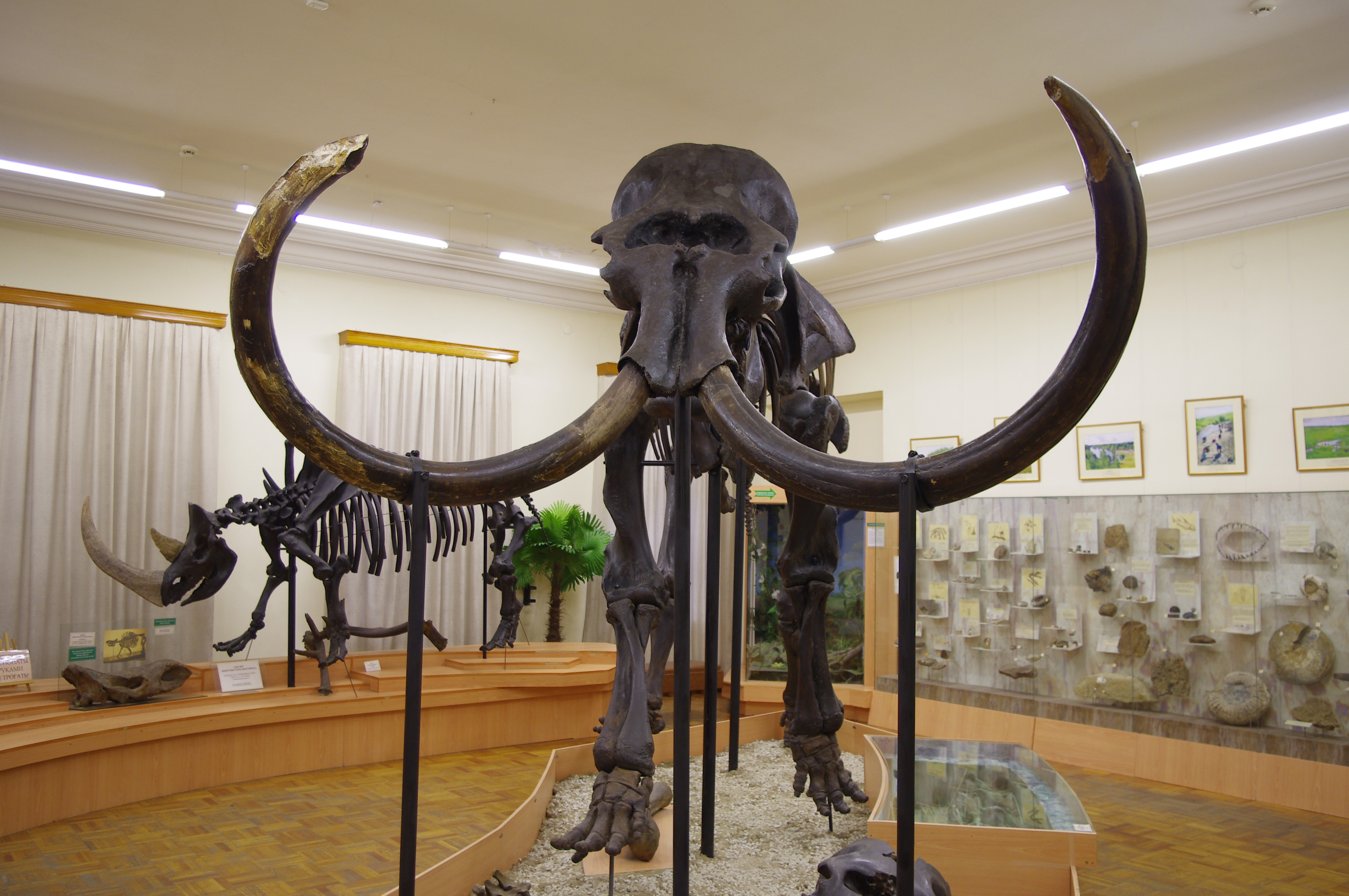
Краеведческий музей «Городская Дума»
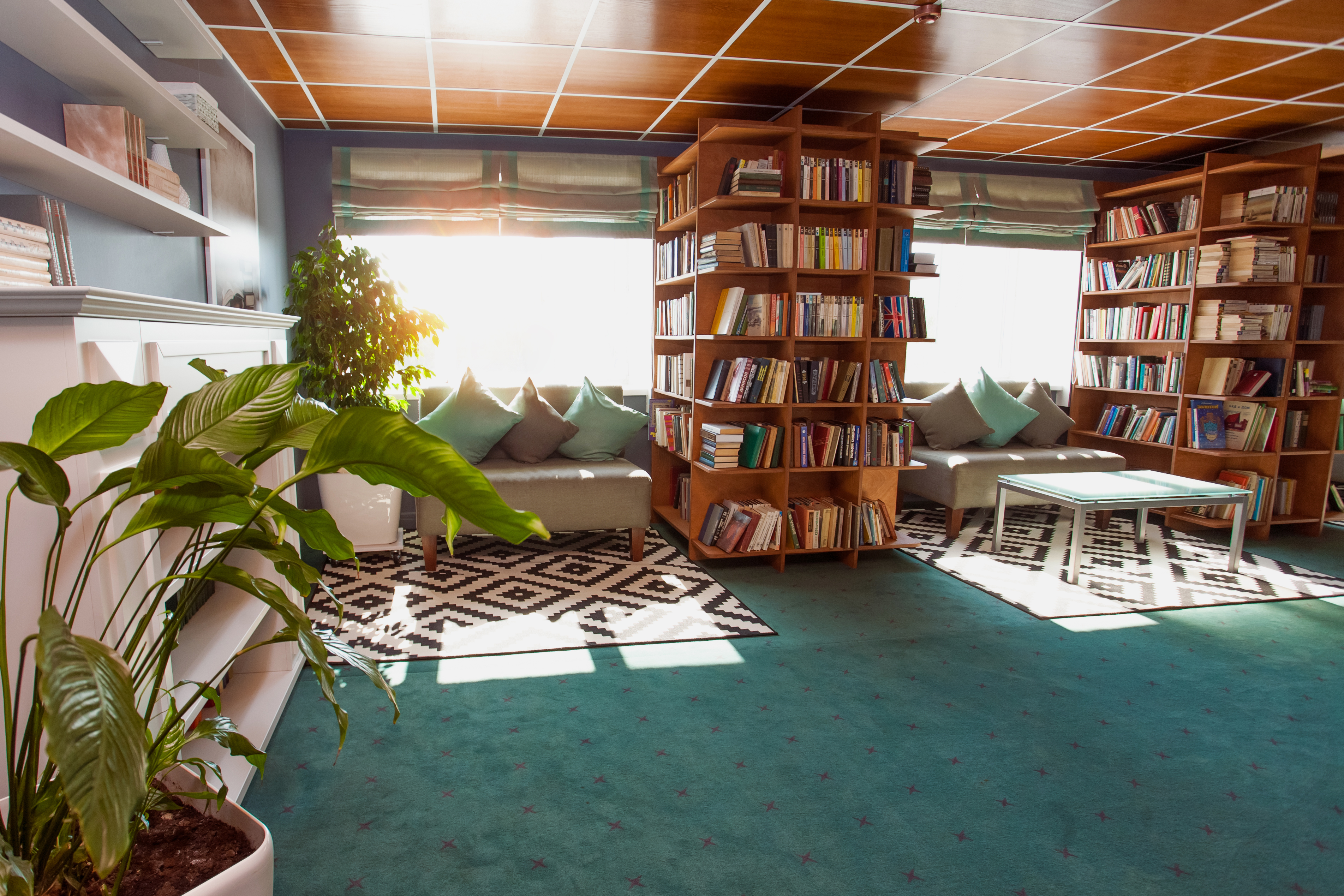
Холл гостиницы «Восток» в Тюмени